# چاکوالای معمولی
چاکوالای معمولی (نام علمی: Sauromalus ater) نام یک گونه از سرده چاکوالا است.